# Vrhovnjaci
Vrhovnjaci su skupina nenaseljenih otoka u Jadranu. Smješteni su istočno od otoka Lastova, unutar općine Lastovo, kao dio parka prirode Lastovsko otočje u Dubrovačko-Neretvanskoj županiji. Ukupna obalna crta Vrhovnjaka je 22,3 km.
Sastoji se od idućih otoka (od zapada prema istoku):
- Bratac Mali
- Bratac
- Donja Sestrica (Sestrica Mala)
- Srednja Sestrica
- Gornja Sestrica (Sestrica Veja)
- Mrkjenta pod Smokvicu (Obrovac)
- Donji Vlašnik (Smokvica)
- Srednji Vlašnik
- Gornji Vlašnik
- Mrkjenta kod Glavata
- Glavat